# Naja nivea
Il cobra del Sudafrica (Naja nivea Linnaeus, 1758), talvolta chiamato cobra giallo, è una specie di cobra di dimensioni moderate e altamente velenosa nativa del Sudafrica, tra cui la savana, fynbos, bushveld, deserto e regioni semidesertiche.
La specie è diurna e preda specie diverse. I suoi predatori includono i rapaci, tassi del miele e varie specie di manguste. Questo cobra è conosciuto localmente come geelslang (serpente giallo) e bruinkupel (serpente marrone) in Sudafrica. I sudafricani di lingua afrikaans lo chiamano koperkapel (colore rame), a causa di una ricca variazione di colore giallo. Non ha, probabilmente, sottospecie conosciute.

## Etimologia
Naja nivea fu descritta per la prima volta dallo zoologo Linneo nel 1758. Il nome naja deriva dalla latinizzazione della parola sanscrita nāgá ( नाग ) che significa "cobra". L'epiteto nivea dalle parole latine nix o nivis che significano "neve" o niveus che significa "nevoso". La connessione con la neve potrebbe essere collegata dallo scolorimento di alcuni esemplari conservati dai tassonomisti in Europa.

## Tassonomia
Naja è un genere della famiglia Elapidae. Linneo la descrisse per la prima volta nel 1758. Inizialmente assegnò il nome binomiale Coluber niveus, ma circa 10 anni dopo Josephus Nicolaus Laurenti descrisse il genere dei veri cobra con il nome Naja. Nel 2007 Wüster et al. ha suddiviso il genere Naja in quattro sottogeneri separati sulla base di vari fattori come il lignaggio, la morfologia e la dieta. Hanno inserito Naja nivea nel sottogenere Uraeus, i cobra africani che non "sputano"- Cape cobra ( N. nivea ), Cobra egiziano ( N. haje ), cobra dal muso ( N. annulifera ), cobra di Anchieta ( N. anchietae ), cobra arabo ( N. arabica ) e cobra senegalese ( N. senegalensis ).

### Descrizione
Il cobra del Sudafrica è una specie di cobra di taglia media. Gli esemplari maturi sono generalmente lunghi da 1,2 a 1,4 m, ma possono crescere fino a 1,8 m di lunghezza. I maschi sono più grandi delle femmine. L'esemplare più lungo mai osservato in natura è un maschio di Aus, Namibia, lungo 1,88 m di lunghezza. Un altro esemplare molto lungo era anche un maschio trovato nella Riserva naturale di De Hoop con una lunghezza di 1,86 m.
Questi cobra variano molto nella colorazione, dal giallo al marrone dorato al marrone scuro persino al nero. Inoltre, gli individui mostrano un grado variabile di punteggiatura e macchie nere o chiare e, sebbene il colore e la marcatura siano geograficamente correlati, è possibile osservare tutte le varietà di colore in un unico luogo. Ad esempio, gli esemplari del deserto del Kalahari in Botswana e Namibia sono più costantemente gialli rispetto alle popolazioni più meridionali, ma a De Hoop sono state osservate tutte le varietà. Gli esemplari giovani hanno gole scure che si estendono lungo il ventre per la larghezza di una dozzina di scaglie ventrali. Il colore svanisce durante il primo o due anni di vita, ma mentre dura, porta i profani a confondere il cobra del Sudafrica giovanile con il cobra sputatore di Rinkhals.

## Distribuzione e habitat

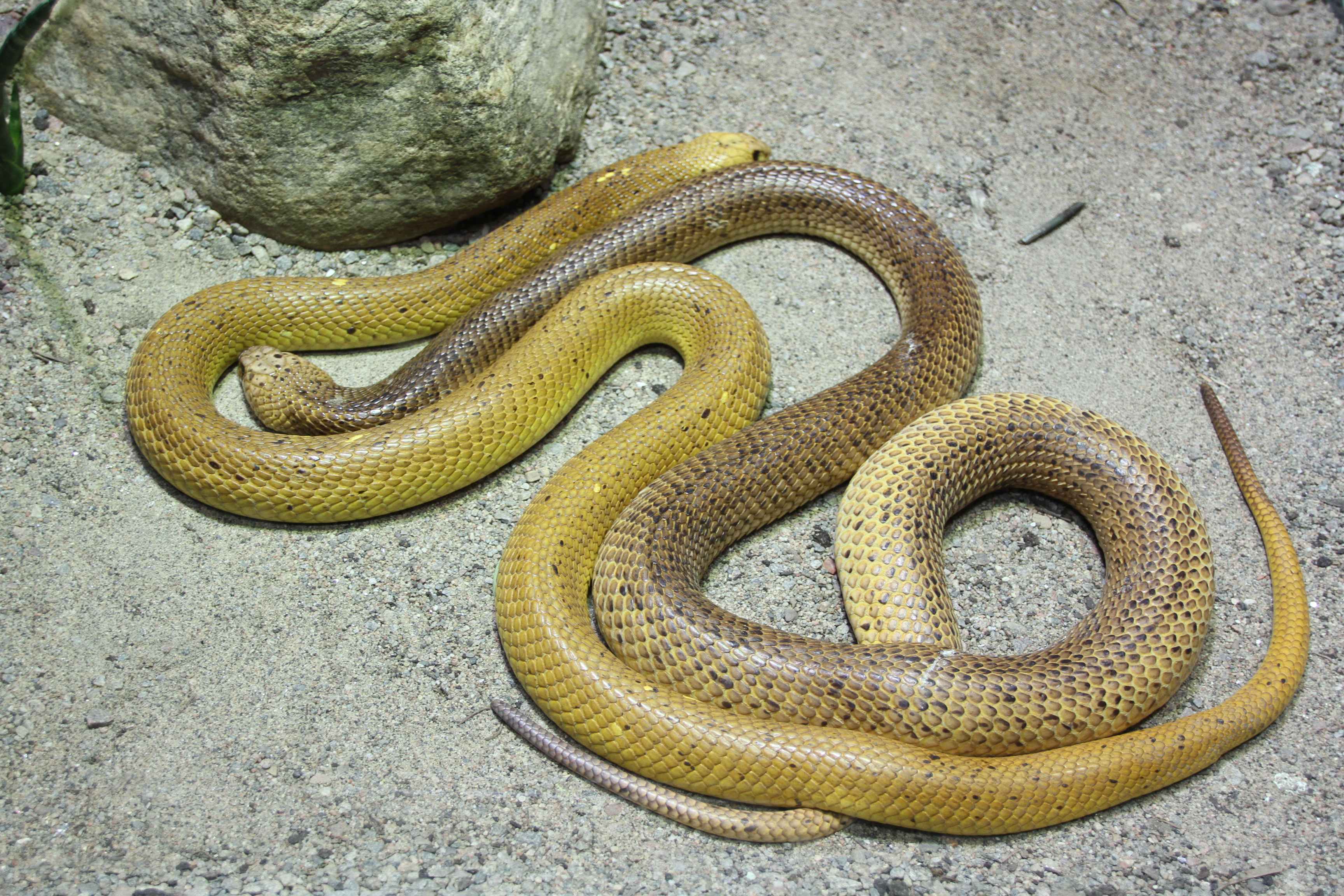
Cobra del Sudafrica maturi in cattività.

Questa specie è endemica dell'Africa meridionale. in Sudafrica, dove si verifica più spesso, la specie si trova in tutto il Western Cape, Northern Cape, Eastern Cape, Free State e North West Province. Si trova anche nella metà meridionale della Namibia, nel Botswana sudoccidentale e nel Lesotho occidentale.
Questa specie si trova in una varietà di habitat diversi. L'habitat preferito della specie è il fynbos, il bushveld, la macchia del karoo, la savana arida, il deserto del Namib e il deserto del Kalahari. Abita spesso tane di roditori, termitai abbandonati e, nelle regioni aride, fessure rocciose. Dove si trova nelle regioni temperate e nelle regioni karroid aride, si trova spesso lungo i fiumi e torrenti che entrano in aree aperte e ben drenate.
I cobra del Sudafrica si avventurano nei villaggi, nei sobborghi parzialmente sviluppati e nelle comunità abusive, dove possono entrare nelle case per sfuggire al caldo del giorno o per cercare prede come i roditori. Questo li porta a contatto diretto con gli esseri umani.

## Comportamento ed ecologia
È una specie diurna e si nutre attivamente durante il giorno. Durante i periodi più caldi, può diventare crepuscolare, ma è raramente osservato durante l'oscurità. È un serpente terrestre, ma si arrampica su alberi e cespugli e mostra una notevole agilità nel saccheggiare i nidi del socievole tessitore. Quando non è attivo, si nasconde nelle buche o sotto la copertura del suolo, come i mucchi d'arbusto, rimanendo spesso nello stesso rifugio per qualche tempo. È una specie rapida e vigile, e sebbene un report menzioni che questa specie è calma rispetto ad altre specie velenose, colpisce rapidamente se infastidito o minacciato. Quando viene disturbato, il cobra alza il corpo da terra, allarga un ampio cappuccio e può sibilare rumorosamente. Mentre è sulla difensiva, colpisce senza esitazione. Se la minaccia rimane immobile, il serpente tende rapidamente alla fuga, ma ad ogni segno di movimento adotta la sua posizione di difesa. Questa specie è più aggressiva durante il periodo dell'accoppiamento.

### Dieta
Si nutre di un ampio spettro di specie, inclusi serpenti, roditori, lucertole, uccelli e carogne.  Le prede registrate per questa specie a De Hoop dall'ottobre 2004 al marzo 2006 hanno mostrato che il 31% della dieta della specie consisteva in roditori, il 20% altri serpenti, l'11% lucertole, l'11% uccelli, il 16% carogne e l'11% "conspecifici”. Nello stesso periodo di studio condotto a De Hoop, i cobra del Sudafrica sono stati visti frugare e nutrirsi di carogne in due occasioni. Entrambi erano serpenti uccisi dalla strada, il primo, un Psammophylax rhombeatus adulto, il secondo un serpente a frusta karoo adulto, Psammophis notostictus. È anche ben noto per le incursioni tessitore socievole (Philetairus socius ) nidifica. I cobra del Sudafrica possono essere cannibali, a volte mangiando i giovani della sua stessa specie.

### Predatori
I loro predatori includono il tasso del miele. Altri mammiferi carnivori come i suricati e alcune specie di mangusta spesso predano questa specie e ne sono i principali predatori; hanno una bassa suscettibilità al suo veleno. Anche vari rapaci, tra cui uccelli segretari e aquile serpente, possono predare questa specie, così come alcune altre specie di serpenti.

### Riproduzione
Questa specie è ovipara. La stagione degli amori è nei mesi di settembre e ottobre, quando questi serpenti possono essere più aggressivi del solito. Le femmine depongono tra 8 e 20 uova (circa 60 × 25 mm di dimensione) in piena estate (dicembre-gennaio), in una buca o in un termitaio abbandonato o in qualche altro luogo caldo e umido.  I piccoli misurano tra 34 e 40 cm (13 e 16 pollici) di lunghezza, e sono completamente indipendenti dalla nascita. In uno studio in cattività, l'accoppiamento è avvenuto a settembre e l'ovodeposizione a novembre. Il suo periodo di gestazione era di circa 42 giorni e il periodo di incubazione era di 65-70 giorni a circa 28-33 °C (82,4-91,4 °F). La dimensione della covata era di 11-14 (n = 2) e il rapporto dei piccoli era di un maschio su cinque femmine.
Si nutre soprattutto di uccelli e di piccoli roditori.

## Veleno
Il cobra del Sudafrica è considerato una delle specie di cobra più pericolose di tutta l'Africa, in virtù del suo potente veleno e della sua frequente presenza intorno alle case. Il veleno di questo serpente tende ad essere di consistenza densa e sciropposa e si asciuga in scaglie lucide e pallide, non diversamente dallo zucchero giallo.
Il veleno del cobra del Sudafrica è costituito da potenti neurotossine postsinaptiche e potrebbe anche contenere cardiotossine,  che colpiscono il sistema respiratorio, il sistema nervoso e il cuore . La SC di topo LD 50 per il veleno di questa specie varia da 0,4 mg/kg a 0,72, mentre i valori di LD 50 per via endovenosa e intraperitoneale sono rispettivamente di 0,4 mg/kg e 0,6 mg/kg. La resa media di veleno per morso è compresa tra 100 e 150 mg secondo Minton. Il tasso di mortalità per morsi non trattati non è esattamente noto, ma si ritiene che sia elevato, il che può essere dovuto a vari fattori, tra cui la quantità di veleno iniettato, lo stato psicologico del soggetto morso, la penetrazione di una o entrambe le zanne e altri. La ventilazione meccanica e la gestione dei sintomi sono spesso sufficienti per salvare la vita di una vittima, ma i casi di grave avvelenamento da Naja nivea richiedono antiveleno. Quando si verifica la morte, normalmente ci vogliono da una (nei casi più gravi) a dieci ore (o più), ed è spesso il risultato di insufficienza respiratoria, a causa dell'inizio della paralisi.  L'antidoto utilizzato in caso di morso è un antidoto polivalente prodotto dal South African Institute of Medical Research.